# Wuhanlinigobius polylepis
Wuhanlinigobius polylepis es una especie de pez de la familia de los Gobiidae en el orden de los Perciformes.

## Hábitat
Es un pez de Mar y, de clima subtropical y demersal. 

## Distribución geográfica
Se encuentra en la China.

## Observaciones
Es inofensivo para los humanos. 